# Llista d'asteroides/207401-207500
| Nom      | Designació provisional | Data de descobriment | Lloc de descobriment | Descobridor/s       |
| -------- | ---------------------- | -------------------- | -------------------- | ------------------- |
| 207401 - | 2006 BE62              | 22 de gener de 2006  | Catalina             | CSS                 |
| 207402 - | 2006 BR80              | 23 de gener de 2006  | Kitt Peak            | Spacewatch          |
| 207403 - | 2006 BB83              | 24 de gener de 2006  | Socorro              | LINEAR              |
| 207404 - | 2006 BU91              | 26 de gener de 2006  | Kitt Peak            | Spacewatch          |
| 207405 - | 2006 BP103             | 23 de gener de 2006  | Mount Lemmon         | Mount Lemmon Survey |
| 207406 - | 2006 BG147             | 26 de gener de 2006  | Mount Lemmon         | Mount Lemmon Survey |
| 207407 - | 2006 BZ168             | 26 de gener de 2006  | Mount Lemmon         | Mount Lemmon Survey |
| 207408 - | 2006 BY172             | 27 de gener de 2006  | Kitt Peak            | Spacewatch          |
| 207409 - | 2006 BD213             | 30 de gener de 2006  | Bergisch Gladbach    | W. Bickel           |
| 207410 - | 2006 BC252             | 31 de gener de 2006  | Kitt Peak            | Spacewatch          |
| 207411 - | 2006 BH267             | 26 de gener de 2006  | Anderson Mesa        | LONEOS              |
| 207412 - | 2006 BM275             | 31 de gener de 2006  | Mount Lemmon         | Mount Lemmon Survey |
| 207413 - | 2006 DF4               | 20 de febrer de 2006 | Catalina             | CSS                 |
| 207414 - | 2006 DG27              | 20 de febrer de 2006 | Kitt Peak            | Spacewatch          |
| 207415 - | 2006 DY33              | 20 de febrer de 2006 | Kitt Peak            | Spacewatch          |
| 207416 - | 2006 DC34              | 20 de febrer de 2006 | Kitt Peak            | Spacewatch          |
| 207417 - | 2006 DA44              | 20 de febrer de 2006 | Kitt Peak            | Spacewatch          |
| 207418 - | 2006 DM54              | 24 de febrer de 2006 | Kitt Peak            | Spacewatch          |
| 207419 - | 2006 DG59              | 24 de febrer de 2006 | Mount Lemmon         | Mount Lemmon Survey |
| 207420 - | 2006 DR65              | 21 de febrer de 2006 | Anderson Mesa        | LONEOS              |
| 207421 - | 2006 DK79              | 24 de febrer de 2006 | Kitt Peak            | Spacewatch          |
| 207422 - | 2006 DM82              | 24 de febrer de 2006 | Kitt Peak            | Spacewatch          |
| 207423 - | 2006 DH84              | 24 de febrer de 2006 | Kitt Peak            | Spacewatch          |
| 207424 - | 2006 DG94              | 24 de febrer de 2006 | Kitt Peak            | Spacewatch          |
| 207425 - | 2006 DA97              | 24 de febrer de 2006 | Mount Lemmon         | Mount Lemmon Survey |
| 207426 - | 2006 DG102             | 25 de febrer de 2006 | Kitt Peak            | Spacewatch          |
| 207427 - | 2006 DA104             | 25 de febrer de 2006 | Mount Lemmon         | Mount Lemmon Survey |
| 207428 - | 2006 DF105             | 25 de febrer de 2006 | Mount Lemmon         | Mount Lemmon Survey |
| 207429 - | 2006 DY105             | 25 de febrer de 2006 | Mount Lemmon         | Mount Lemmon Survey |
| 207430 - | 2006 DT114             | 27 de febrer de 2006 | Kitt Peak            | Spacewatch          |
| 207431 - | 2006 DS145             | 25 de febrer de 2006 | Mount Lemmon         | Mount Lemmon Survey |
| 207432 - | 2006 DE187             | 27 de febrer de 2006 | Kitt Peak            | Spacewatch          |
| 207433 - | 2006 DG190             | 27 de febrer de 2006 | Kitt Peak            | Spacewatch          |
| 207434 - | 2006 DR192             | 27 de febrer de 2006 | Kitt Peak            | Spacewatch          |
| 207435 - | 2006 DA199             | 28 de febrer de 2006 | Socorro              | LINEAR              |
| 207436 - | 2006 DB208             | 25 de febrer de 2006 | Kitt Peak            | Spacewatch          |
| 207437 - | 2006 DH209             | 27 de febrer de 2006 | Kitt Peak            | Spacewatch          |
| 207438 - | 2006 DQ214             | 21 de febrer de 2006 | Mount Lemmon         | Mount Lemmon Survey |
| 207439 - | 2006 EG1               | 5 de març de 2006    | Mount Lemmon         | Mount Lemmon Survey |
| 207440 - | 2006 EW5               | 2 de març de 2006    | Kitt Peak            | Spacewatch          |
| 207441 - | 2006 ED16              | 2 de març de 2006    | Kitt Peak            | Spacewatch          |
| 207442 - | 2006 EF16              | 2 de març de 2006    | Kitt Peak            | Spacewatch          |
| 207443 - | 2006 EQ23              | 3 de març de 2006    | Kitt Peak            | Spacewatch          |
| 207444 - | 2006 EG31              | 3 de març de 2006    | Kitt Peak            | Spacewatch          |
| 207445 - | 2006 EU45              | 3 de març de 2006    | Kitt Peak            | Spacewatch          |
| 207446 - | 2006 EC63              | 5 de març de 2006    | Kitt Peak            | Spacewatch          |
| 207447 - | 2006 EX65              | 5 de març de 2006    | Kitt Peak            | Spacewatch          |
| 207448 - | 2006 FV12              | 23 de març de 2006   | Kitt Peak            | Spacewatch          |
| 207449 - | 2006 FR17              | 23 de març de 2006   | Kitt Peak            | Spacewatch          |
| 207450 - | 2006 FZ23              | 24 de març de 2006   | Kitt Peak            | Spacewatch          |
| 207451 - | 2006 FH34              | 24 de març de 2006   | Catalina             | CSS                 |
| 207452 - | 2006 FV36              | 23 de març de 2006   | Socorro              | LINEAR              |
| 207453 - | 2006 FH37              | 24 de març de 2006   | Socorro              | LINEAR              |
| 207454 - | 2006 FU40              | 26 de març de 2006   | Mount Lemmon         | Mount Lemmon Survey |
| 207455 - | 2006 GV4               | 2 d'abril de 2006    | Kitt Peak            | Spacewatch          |
| 207456 - | 2006 GZ6               | 2 d'abril de 2006    | Kitt Peak            | Spacewatch          |
| 207457 - | 2006 GQ9               | 2 d'abril de 2006    | Kitt Peak            | Spacewatch          |
| 207458 - | 2006 GG15              | 2 d'abril de 2006    | Kitt Peak            | Spacewatch          |
| 207459 - | 2006 GJ19              | 2 d'abril de 2006    | Kitt Peak            | Spacewatch          |
| 207460 - | 2006 GX32              | 7 d'abril de 2006    | Kitt Peak            | Spacewatch          |
| 207461 - | 2006 GG36              | 7 d'abril de 2006    | Anderson Mesa        | LONEOS              |
| 207462 - | 2006 GG37              | 8 d'abril de 2006    | Mount Lemmon         | Mount Lemmon Survey |
| 207463 - | 2006 GW38              | 6 d'abril de 2006    | Siding Spring        | SSS                 |
| 207464 - | 2006 GH40              | 6 d'abril de 2006    | Socorro              | LINEAR              |
| 207465 - | 2006 GN41              | 7 d'abril de 2006    | Catalina             | CSS                 |
| 207466 - | 2006 GH42              | 9 d'abril de 2006    | Socorro              | LINEAR              |
| 207467 - | 2006 GL43              | 2 d'abril de 2006    | Kitt Peak            | Spacewatch          |
| 207468 - | 2006 GE46              | 8 d'abril de 2006    | Kitt Peak            | Spacewatch          |
| 207469 - | 2006 GK49              | 6 d'abril de 2006    | Socorro              | LINEAR              |
| 207470 - | 2006 HZ3               | 18 d'abril de 2006   | Palomar              | NEAT                |
| 207471 - | 2006 HL6               | 18 d'abril de 2006   | Anderson Mesa        | LONEOS              |
| 207472 - | 2006 HT6               | 18 d'abril de 2006   | Anderson Mesa        | LONEOS              |
| 207473 - | 2006 HU13              | 19 d'abril de 2006   | Palomar              | NEAT                |
| 207474 - | 2006 HP16              | 20 d'abril de 2006   | Kitt Peak            | Spacewatch          |
| 207475 - | 2006 HS20              | 19 d'abril de 2006   | Mount Lemmon         | Mount Lemmon Survey |
| 207476 - | 2006 HJ22              | 20 d'abril de 2006   | Kitt Peak            | Spacewatch          |
| 207477 - | 2006 HK23              | 20 d'abril de 2006   | Kitt Peak            | Spacewatch          |
| 207478 - | 2006 HD25              | 20 d'abril de 2006   | Catalina             | CSS                 |
| 207479 - | 2006 HL27              | 20 d'abril de 2006   | Mount Lemmon         | Mount Lemmon Survey |
| 207480 - | 2006 HC29              | 21 d'abril de 2006   | Catalina             | CSS                 |
| 207481 - | 2006 HC31              | 24 d'abril de 2006   | Piszkéstető          | K. Sárneczky        |
| 207482 - | 2006 HN31              | 18 d'abril de 2006   | Palomar              | NEAT                |
| 207483 - | 2006 HD41              | 21 d'abril de 2006   | Kitt Peak            | Spacewatch          |
| 207484 - | 2006 HY42              | 24 d'abril de 2006   | Mount Lemmon         | Mount Lemmon Survey |
| 207485 - | 2006 HN46              | 19 d'abril de 2006   | Catalina             | CSS                 |
| 207486 - | 2006 HE48              | 24 d'abril de 2006   | Kitt Peak            | Spacewatch          |
| 207487 - | 2006 HS51              | 26 d'abril de 2006   | Reedy Creek          | J. Broughton        |
| 207488 - | 2006 HV51              | 26 d'abril de 2006   | Reedy Creek          | J. Broughton        |
| 207489 - | 2006 HT53              | 19 d'abril de 2006   | Catalina             | CSS                 |
| 207490 - | 2006 HC54              | 20 d'abril de 2006   | Catalina             | CSS                 |
| 207491 - | 2006 HS59              | 24 d'abril de 2006   | Socorro              | LINEAR              |
| 207492 - | 2006 HT61              | 24 d'abril de 2006   | Kitt Peak            | Spacewatch          |
| 207493 - | 2006 HG66              | 24 d'abril de 2006   | Kitt Peak            | Spacewatch          |
| 207494 - | 2006 HV68              | 24 d'abril de 2006   | Kitt Peak            | Spacewatch          |
| 207495 - | 2006 HK72              | 25 d'abril de 2006   | Kitt Peak            | Spacewatch          |
| 207496 - | 2006 HU78              | 26 d'abril de 2006   | Kitt Peak            | Spacewatch          |
| 207497 - | 2006 HO90              | 26 d'abril de 2006   | Kitt Peak            | Spacewatch          |
| 207498 - | 2006 HH98              | 30 d'abril de 2006   | Kitt Peak            | Spacewatch          |
| 207499 - | 2006 HW108             | 30 d'abril de 2006   | Catalina             | CSS                 |
| 207500 - | 2006 HC111             | 19 d'abril de 2006   | Catalina             | CSS                 |